# Jean-Jacques Kariger
Jean-Jacques Kariger (* 3. Oktober 1925 in Rodange; † 11. Oktober 2018) war ein luxemburgischer Schriftsteller, Lyriker und Botaniker.

## Werdegang
Jean-Jacques Kariger besuchte die Grundschule in Rodingen, danach das Atheneum und 1941–1942 das Gymnasium zu Esch-Uelzecht. Im Juli 1944, nach seinem Abitur, wurde er in den Reichsarbeitsdienst in Rogasen (heute Rogoźno) und im November in die Wehrmacht einberufen. Nach dem Krieg erlangte er 1945 sein Diplom,. anschließend arbeitete er bis 1988 in der Verwaltung als Finanzoberinspektor Kariger interessierte sich für Literatur und die Naturwissenschaften, insbesondere der Botanik. Dies spiegelte sich auch in seinem literarischen Schaffen wider. Jean-Jacques Kariger führte jahrelang eine intensive Korrespondenz mit dem Dichter Kurt Erich Buchheld und gab dessen Lyrik posthum heraus (Rijn Thailand: Die fünf Ufer des Zwillings. Worms 1984). Jean-Jacques Kariger heiratete am 18. August 1956 Marie-Thérèse Karier aus Gilsdref. Auch sie war neben ihrem Beruf als Autorin tätig. Seine Ehefrau starb im Juni 2009.

## Literarische Werke
- 1962 Leuchtender Kreis : Lyrik. Verlag Ch. Beffort, Luxemburg, 78 S.
- 1967 Elemente : Gedichtsuite. Verlag Bourg-Bourger, Luxemburg, 86 S.
- 1972 Akte : Dichtung. Verlag Bourg-Bourger, Luxemburg, 61 S.
- 1977 Gesichte : Zyklus. Verlag Bourg-Bourger, Luxemburg, 92 S.
- 1982 Blitzröhren und Kultur des Feingeistigen als poetisches Argument : neue Epigrammatik. The World of Books, London, Worms, 165 S.
- 1985 Kettenreaktion des Geistes. The World of Books, Worms, 20 S.
- 1987 Wahlgang der Tiere : Kritik der kreatürlichen Vernunft : erneutes Fabelwerk. London : The World of Books, 1987. - 117 p
- 1994 Schild : Juwel der Wacht : Devise als Dichtung = Scutum gemma vigilium : insignium dictum poetice tractatum. The World of Books, London, 165 S.
- 1997 Geist-Weihen : neue Prägung der Panegyrik. Preis dem Geschmähten Lob. The World of Books, London, 95 S.
- 2001 Herz der Flamme, erstandene Hymnik : Wirbel aus Andacht : Versuch zur Gestaltung eines zeitgemässen Hymnus. The World of Books, Worms, 102 S.
- 2001 Form und Fülle im Gleichklang, Anthologie. Fouqué Literaturverlag, Egelsbach, 143 S.
- 2003 Erleuchtete Quellen. Erfahrungen aus der Welt des Seelischen. Eine innere Biographie. The World of Books, Worms, 137 S.
- 2005 Aedes cogitationum = Bau aus Besinnung. The World of Books, Worms, 267 S.

## Botanische Publikationen
- Kariger, J. J., 1955. Recherches botaniques dans le Sud-Ouest du Grand-Duché entre 1942 et 1954. Bulletin de la Société des naturalistes luxembourgeois, 59 (1954), S. 89–99.  (PDF; 900 kB)

- Kariger, J. J., 1957. Florule d'Esch-sur-Alzette (Grand-Duché de Luxembourg). Bulletin de la Société des naturalistes luxembourgeois, 60 (1955), S. 48–57.  (PDF; 623 kB)

- Kariger, J. J., 1958. La flore des environs de Rodange. Bulletin de la Société des naturalistes luxembourgeois, 61 (1956), S. 199–212. (PDF; 986 kB)

- Kariger, J. J., 1959. Florule de la capitale: le Wurthsberg de Clausen et quelques hauteurs analogues. Bulletin de la Société des naturalistes luxembourgeois, 62 (1957), S. 59–81.  (PDF; 1,3 MB)

- Kariger, J. J., 1961. Plantes intéressantes, rares ou nouvelles pour le Grand-Duché de Luxembourg trouvées en 1957 et 1958. Bulletin de la Société des naturalistes luxembourgeois, 63 (1958), S. 100–103.  (PDF; 1,7 MB)

- Kariger, J. J., 1962. Florule et végétation de Pulvermuhl (Luxembourg). Bulletin de la Société des naturalistes luxembourgeois, 64(1959), S. 53–75.  (PDF; 1,7 MB)

- Kariger, J. J., 1990. Auf der Suche nach Seltenheiten und Verschwundenem 1970-1989. Bericht und Auswahl floristischer Tätigkeit ergänzt durch ökologische Betrachtungen. Bulletin de la Société des naturalistes luxembourgeois, 90 (1990), S. 71–101.  (PDF; 1,8 MB)

- Kariger, J. J., 1990. Supplément à l'inventaire des plantes de la réserve naturelle Kuebebierg. Bulletin de la Société des naturalistes luxembourgeois, 90 (1990), S. 103–106.  (PDF; 200 kB)

- Kariger, J. J., 1991. Annexe au supplément d'inventaire de la réserve naturelle Kuebebierg dressé en avril et mai 1990. Bulletin de la Société des naturalistes luxembourgeois, 92 (1991), S. 63–65. (PDF; 111 kB)

- Kariger, J.J., 1992. Auf der Suche nach Seltenheiten und Verschwundenem, 1990 und 1991. Mit Rückblick und Bezugnahme auf die Zeit seit 1945. Bulletin de la Société des naturalistes luxembourgeois, 93 (1992), S. 113–137.  (PDF; 1,6 MB)

- Kariger, J. J., 1995. Auf der Suche nach Seltenheiten und Verschwundenem 1992-1994, mit Rückblick und Bezugnahme auf die Zeit seit 1945. Bulletin de la Société des naturalistes luxembourgeois, 96 (1995), S. 51–66. (PDF; 913 kB)

- Kariger, J. J., 1997. Flora und Biotope der Siechenhoffelsen und der Schöttermarjal (Stadt Luxemburg). Bulletin de la Société des naturalistes luxembourgeois, 98 (1997), S. 31–40.  (PDF; 585 kB)

## Ornithologische Publikationen
- Kariger, J. J., 2001. 40 Jahre Vogelbeobachtung auf Süd-Limpertsberg. Regulus, Zäitschrëft vun der Lëtzebuerger Natur- a Vulleschutzliga, 3/2001, S. 9–10.

## Sekundärliteratur
- Goetzinger, G. & C.D. Conter, 2010. Dictionnaire des auteurs luxembourgeois. Centre national de littérature Mersch, 697 S. (Jean-Jacques Kariger: S. 310–311).
- Hausemer, G., 2006. Luxemburger Lexikon. Das Großherzogtum von A–Z. Éditions Binsfeld, Luxembourg, 479 S. (Jean-Jacques Kariger: S. 202).
- Kariger-Karier, M.T., 2005. J.J.Kariger : Stufen der Entfaltung : Biographisches, Unveröffentlichtes, Erläuterndes zu seinem Schaffen. World of books, Worms, 186 S.
- Kariger-Karier, M.T., 1998. Vielfaches Aufleben des Klassischen im Dichterwerk von J.J. Kariger. In: Nos cahiers, 19(1998), Nr. 4, S. 73–78.
- Kariger-Karier, M.T., 2010. J.J. Kariger : Stufen der Entfaltung : Biographisches, Unveröffentlichtes, Erläuterndes zu seinem Schaffen. Herausgegeben von J.J. Kariger. Weimarer Schiller-Presse, Frankfurt a. Main, 212 S.